# Planet earth?
Planet earth? Is het vijfde studioalbum van de Italiaanse muziekgroep The Watch. De stijl van muziek is opnieuw die van Genesis ten tijde van The Lamb Lies Down On Broadway. De handhaving van de stijl is te danken aan Simone Rossetti wiens stem als twee druppels water lijkt op de toenmalige stem van de toenmalige zanger van Genesis Peter Gabriel. Rossetti is de onbetwiste leider van The Watch, dat haast per album van personeel wisselt. Het album is opgenomen in de TW Studio in Milaan. Fluitist John Hackett is te horen op New normal; John is de broer van Steve Hackett, de voormalig gitarist van Genesis.

## Musici
- Giorgio Gabriel – gitaar
- Guglielino Mariotti – basgitaar, baspedalen, gitaar, zang
- Simone Rossetti – zang, dwarsfluit, mellotron, moog-synthesizers
- Valerio de Vittorio – piano, hammondorgel, mellotron, synthesizers, zang
- Marco Fabbri – slagwerk, percussie, zang

## Muziek
Muziek van The Watch, teksten door Antonio de Sarno

| Nr. | Titel                 | Duur |
| --- | --------------------- | ---- |
| 1.  | Welcome to your life  | 6:11 |
| 2.  | Something wrong       | 7:41 |
| 3.  | Earth                 | 5:51 |
| 4.  | All the light in town | 8:15 |
| 5.  | The world inside      | 5:58 |
| 6.  | New normal            | 3:41 |
| 7.  | Tourist trap          | 7:22 |